# Heinrich Zumkley
Heinrich Zumkley MSC (* 8. September 1908 in Bösensell; † 18. Februar 1944 in Kavieng, Neuirland, Papua-Neuguinea) war ein deutscher römisch-katholischer Ordensmann, Missionar und Märtyrer.

## Leben
Heinrich Zumkley wuchs in Bösensell, heute Senden (Kreis Coesfeld), als drittes von 8 Kindern eines Landwirts auf. Er trat in die Gemeinschaft der Hiltruper Missionare ein und legte am 30. April 1930 die Zeitlichen Gelübde und am 7. April 1936 die Ewigen Gelübde ab. 1931 ging er in die Ozeanien-Mission nach Coogee (Australien) und 1937 und in die Missionsstation Solumpio-Bariai an der Nordwestspitze von Neubritannien. Nach der Besetzung von Papua-Neuguinea durch japanische Invasionstruppen 1942 wurde er in Kavieng auf Neuirland von einem Kriegsgericht verurteilt und am 17. März 1944 in Kavieng hingerichtet.

## Gedenken
Die Römisch-katholische Kirche in Deutschland hat Bruder Heinrich Zumkley als Märtyrer in das deutsche Martyrologium des 20. Jahrhunderts aufgenommen.